# ميك ارتشر
ميك ارتشر (بالإنجليزية: Mick Archer)‏ هو لاعب كرة القدم الغالية أيرلندي، ولد في 1943، وتوفي في 28 أكتوبر 2018.